# Correa reflexa
Correa reflexa je subtropická keřovitá rostlina ozdobná květem která je endemitem Austrálie, je nejrozšířenějším druhem rodu koreovka (Correa). Ve volné přírodě roste od jihovýchodu státu Jižní Austrálie přes státy Victoria a jihovýchod Nového Jižního Walesu až po jihovýchod Queenslandu, včetně ostrovů Tasmánie a Klokaního ostrova.
Vyskytuje se v subtropickém podnebí ve vyšší nadmořské výšce jako součást podrostu suchých blahovičníkových lesů, křovinatých porostech, vysychajících vřesovištích nebo v nížinných písečných dunách, často na daném místě vyrůstá v jediném exempláři. Vyžaduje polostinné a dobře odvodněné stanoviště, k mírným mrazům je tolerantní. Co se týká velikosti, ochlupením tvaru listů i barvou květů je vysoce variabilní druh.

## Popis
Vytrvalý, někdy i částečně poléhavý keř s narezavělými výhonky dorůstající do obvyklé výše 0,5 až 1,5 m, některé mají blízko i ke 3 metrů. Listy jsou oválné, vejčitě srdčité až vejčitě podlouhlé či kopinaté a na koncích tupé, vyrůstají vstřícně, bývají dlouhé 3 až 6 cm a široké 1 až 3,5 cm, mají krátké řapíky a celistvé okraje. Svrchu jsou zelené, hladké nebo drsné, lysé či porostlé hvězdicovitými chlupy, zespodu bývají šedě nebo hnědě plstnaté, často mají na povrchu nápadné olejové žlázy a někdy jsou ohnuté zpět ke stonku.
Na koncích postranních větviček visí na kratičkých stopkách těsně pod otočenými a dozadu sklopenými terminálními listy, vypadajícími jako listeny, po jednom až třech trubkovitých květech. Mají trvalý polokulovitý čtyřzubý kalich 3 až 6 mm dlouhý. Opadavá trubkovitá koruna, téměř 4 cm dlouhá a vně hvězdicovitě chlupatá, je tvořené čtyřmi srostlými lístky s rozšiřujícími se trojúhelníkovitými špičkami ohnutými ven; je zbarvena žlutě, zeleně, karmínově červeně nebo bývá barevně kombinovaná. Z trubky krátce vystupuje osm volných tyčinek s 3 mm dlouhými žlutými prašníky, čtyřdílný semeník obsahuje osm vajíček. Květy vykvétají od května do listopadu a mají hodně nektarů lákající ptáky, hlavně medosavky žlutokřídlé a jehlozobky východní k opylení.

## Rozmnožování
Pukající poltivý plod tvrdka, dlouhý 6 až 9 mm, se obvykle skládá ze čtyř merikarpií s osmi semeny která obsahují inhibitory znesnadňující klíčení. Semena rodu Correa všeobecně nesnadno klíčí, i v přírodě je málokdy vidět poblíž starší rostliny nějaké mladé. Rostliny se v zahradnictví množí řízky v lednu až březnu.

## Význam
Correa reflexa se používá jako okrasná zahradní rostlina která je velmi atraktivní svými velkými a postupně vykvétajícími barevnými květy. Může však růst pouze v subtropickém klimatu, v mírném ani tropickém pásu není životaschopná, resp. nekvete.
Při pěstování v zahradách je nutno pro zajištění maximálního kvetení rostliny po odkvětu v pozdním jaru pravidelně prořezávat, hnojit a za suchého období hluboko zalévat. Na vhodném stanovišti dosahují věku až 50 let, nejsou napadány žádnými přirozenými škůdci.

## Taxonomie
Rostliny vyrůstající na tak rozlehlém areálu se od sebe vzhledem částečně odlišují, navíc se přirozeně i úmyslně kříží a dosahuje se tak větších a barevnějších květů i růstových vlastností celé rostliny. Aby se požadované vyšlechtěné vlastností neztratily, rozmnožují se dále jen vegetativně. Odlišnosti jsou obvykle hodnoceny na úrovni variety, mezi nejznámější patří:
- Correa reflexa var. reflexa
- Correa reflexa var. angustifolia Paul G. Wilson
- Correa reflexa var. insularis Paul G. Wilson
- Correa reflexa var. lobata Paul G. Wilson
- Correa reflexa var. nummulariifolia (Hook.f.) Paul G. Wilson
- Correa reflexa var. scabridula Paul G. Wilson
- Correa reflexa var. speciosa (Donn ex Andrews) Paul G. Wilson

Druhové jméno reflexa dostal druh podle otočených a dozadu sklopených listenů, z latinského "reflexus".

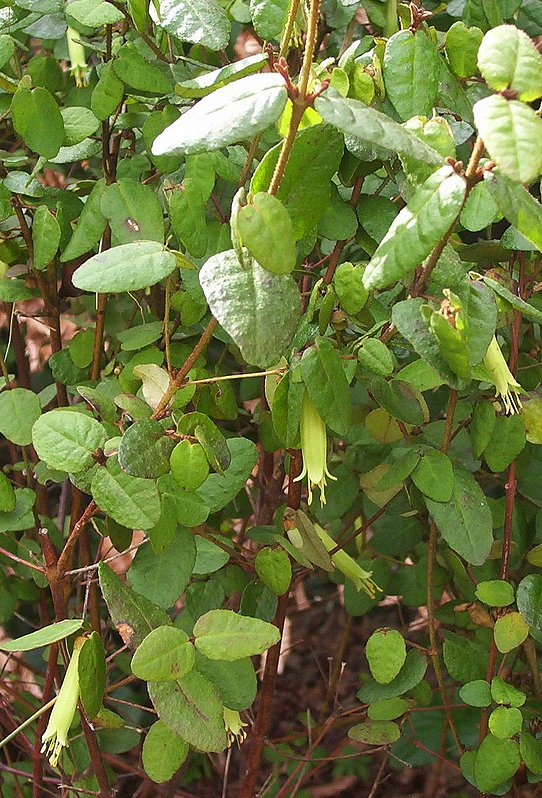
Vzhled rostliny
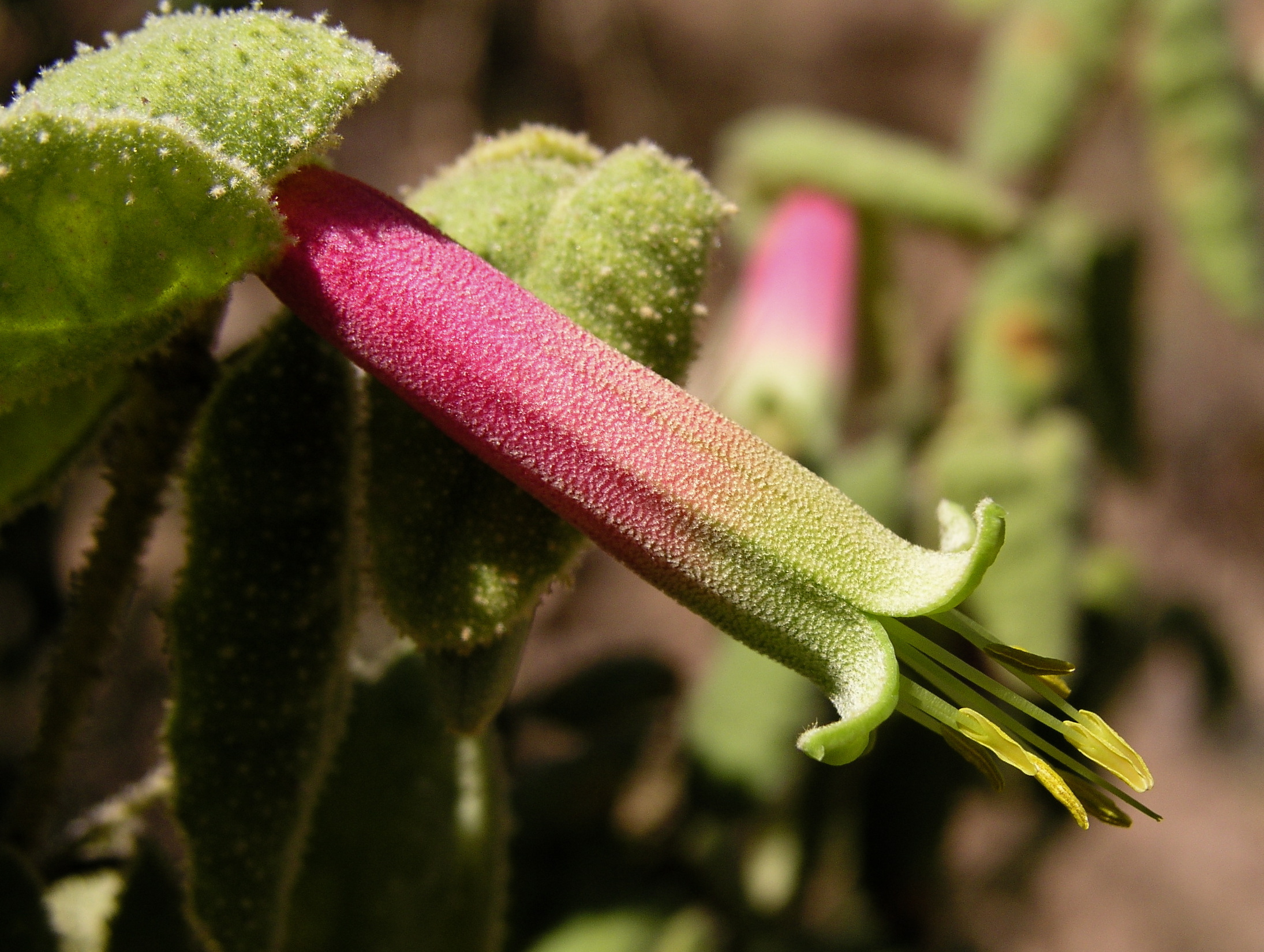
Květ